# 大浪咀
大浪咀，（又名長咀），是香港陸地可連接的最東端，位於新界西貢半島東部，蚺蛇尖東南面，大浪大灣東面，屬於西貢大浪灣的一部分，並與北面的短咀相對。大浪咀的石灘上豎有兩座紀念碑：一為紀念1981年一隊童軍隊伍被巨浪沖走做成三死四傷的意外，另一座為紀念前曙輝旅行隊隊長陳榮俊先生於美國加洲旅遊時墮崖遇難的意外。

## 童軍遇難紀念塔
1981年8月，新界北區第七旅童軍舉行五日四夜「烈日長征」活動，全隊八人前往露營，於第四日晚上在大浪咀紮營。數名童軍在岩石上進行活動，豈料突然有巨浪把童軍捲入海中，最終導致三死四傷的悲劇。事後有好心人在大浪咀石灘上修建紀念塔，藉以紀念三位喪生的童軍。

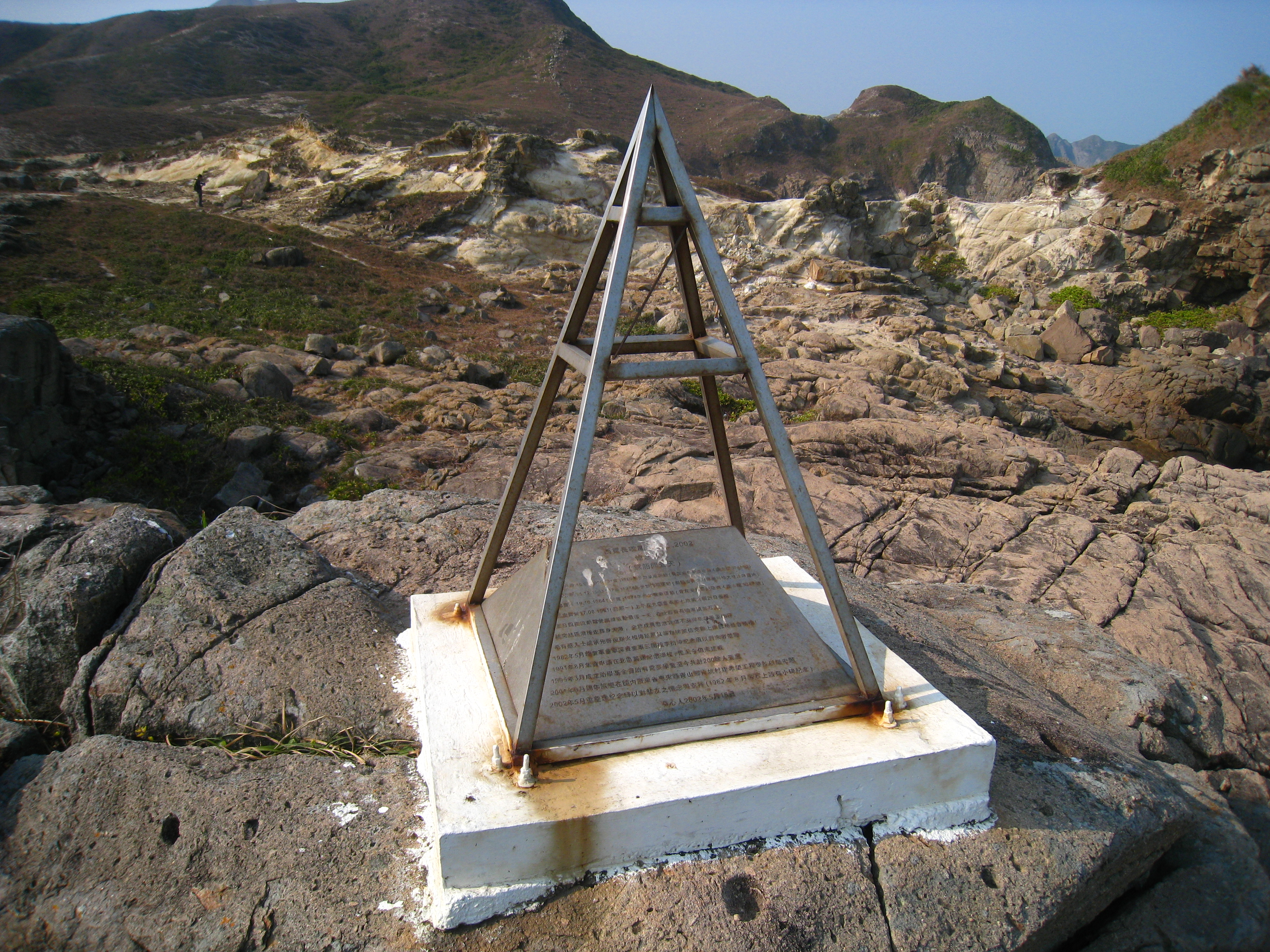
大浪咀童軍紀念塔
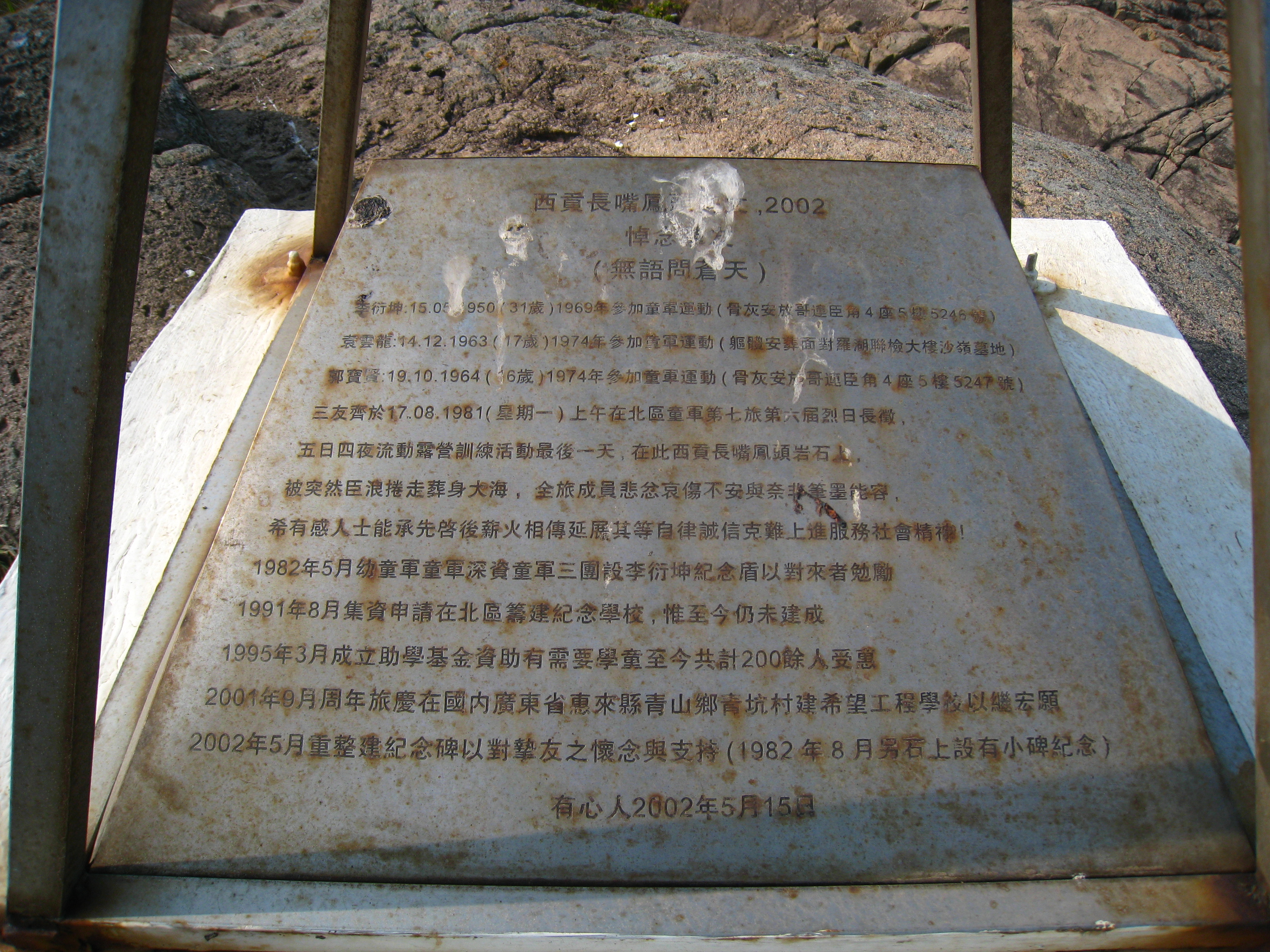
紀念塔上的文字